# Bülbülyuvası

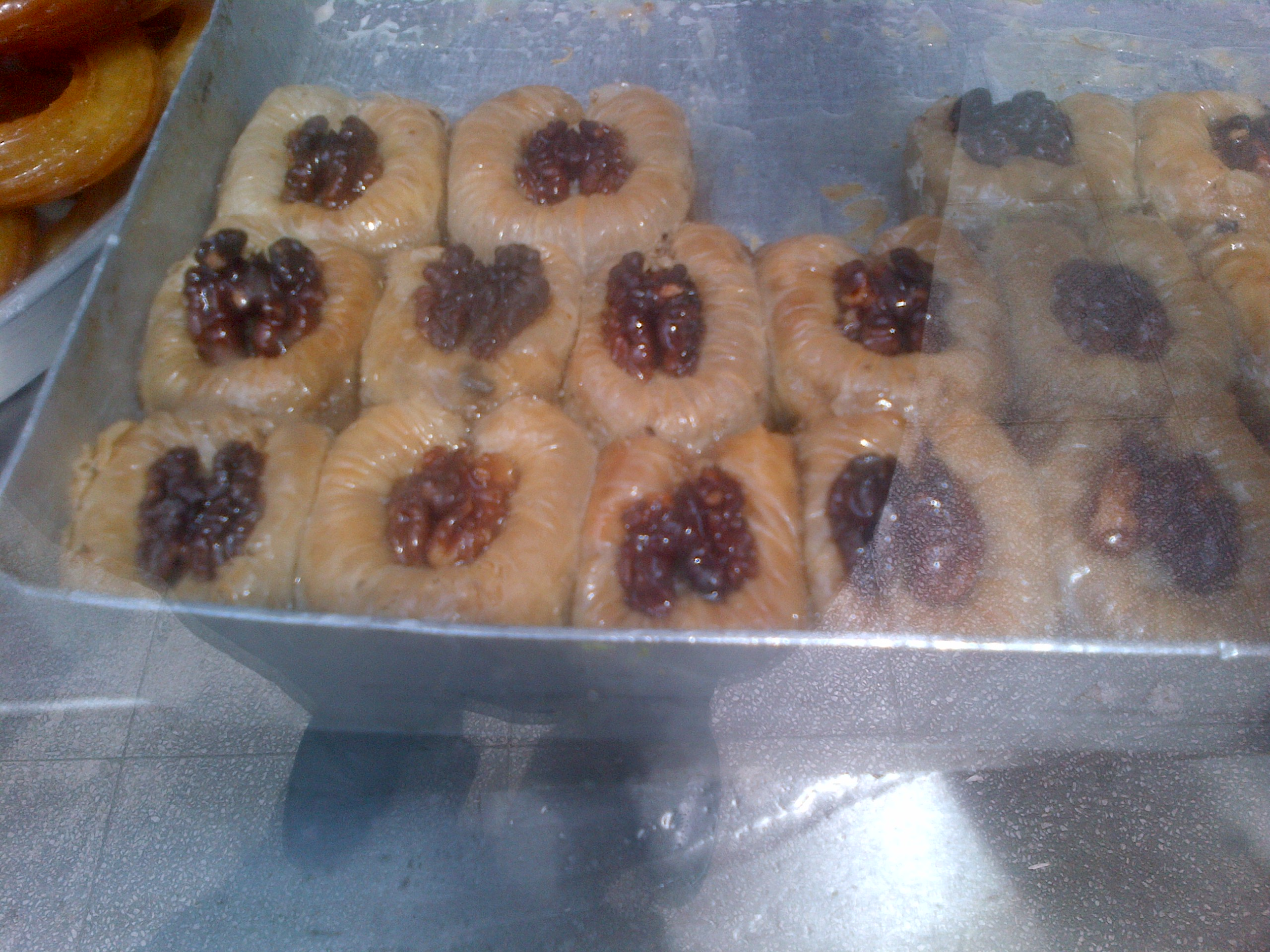
Bülbülyuvası

Bülbülyuvası (en turco: bülbül significa ruiseñor y yuva nido, bülbül yuvası, "nido del ruiseñor"), es un postre de masa turco. Toma su nombre por su forma hueca y circular. Después de haber sido cocinado, es rociado con almíbar caliente, y el centro hueco se llena con pistachos antes de ser servidos.